# Návrat do budoucnosti III
Návrat do budoucnosti III (v anglickém originále Back to the Future III) je americká sci-fi komedie režiséra Roberta Zemeckise z roku 1990. Film je poslední částí trilogie dějově navazující na předchozí díl, se kterým byl také současně natáčen. Děj se odehrává na divokém západě, kam doktora Browna přemístil blesk a Marty se ho vydal zachránit.

## Děj
Z konce posledního dílu Marty zjistí, doktor Emmet je v roce 1885 uvězněn, a tak poslal Martymu zprávu, že žije v pořádku a stal se kovářem. Zároveň mu v dopise sdělí, že DeLorean je ukryt v jedné jeskyni. Ale Marty zjistí, že doktor má náhrobek a je zabit předkem Biffa Tannena pro 80 dolarů.
A tak se Marty rozhodne vrátit do roku 1885 a zachránit doktora, kde ihned po přesunu v čase (vjezdu mezi bojovníky indiánů na koních) je mu zničena nádrž, a tak musí najít možnost, jak se vrátit. Schová auto do jeskyně a dostane se k svým pra-pra-rodičům.
Zamaskuje svoji totožnost a dává si jméno Clint Eastwood, které používá, když se setká s Tannenovým gangem. Tannen se snaží oběsit Martyho, ale Martyho zachrání doktor. Spolu s doktorem začnou vymýšlet, jak se vrátít do roku 1985, a tak vymyslí, že jim pomůže lokomotiva, která DeLorean zrychlí na potřebnou rychlost.
Při zjišťování stavu věci na železnici se doktor zamiluje do nové učitelky, která zrovna cestuje v dostavníku, kde jí Tannen splašil koně. Její jméno je Clara Claytonová. Při prohlížení fotky náhrobku doktora Browna zjišťuje, že jméno zmizelo a že je možné, že na náhrobku bude Marty, ne doktor.
Doktor se přizná Clare, že je z budoucnosti, ale ta mu neuvěří a rozejde se s ním. Doktor se opije jediným lokem whisky a Marty se střetne s Tannenem, ale díky tomu, že jej zachrání dvířka od kamen, která použije jako neprůstřelnou vestu, se s Tannenem popere v pěstním souboji a vyhraje a Tannen je zatčen a budoucnost je zachráněna, když je zničen i náhrobek.
Poté se vydají ukradnout lokomotivu. Clara zjistí, že doktor mluvil pravdu, jde za nimi, aby doktorovi přiznala, že ho opravdu miluje. Nakonec do budoucnosti odjede pouze Marty, který se vrátí do roku 1985, kde je DeLorean zničen.
Zjistí, že Jennifer, kterou nechal na verandě v předchozím dílu, stále spí. Po čase se vrátí ke troskám DeLoreana a najednou se tam objeví doktor s Clarou a jejich syny Julesem (Eratosthenesem) Brownem (* 1886) a Vernem (Newtonem) Brownem (* 28. října 1888) ve svém časo-vlaku a poví Martymu, že budoucnost není ještě napsána. To si taky Marty ověří, kdy otevře dopis z minulého dílu, že byl vyhozen. Nápis mu zmizí, protože se nenechal vyprovokovat k závodu na semaforech. Doktor Brown znovu odletí do neznámé doby a nechá Martyho v budoucnosti.

## Zajímavost
Členové skupiny ZZ Top představují na slavnosti muzikanty hrající ve stylu country & western.

## Obsazení
| Michael J. Fox    | Marty McFly, Seamus McFly           |
| Christopher Lloyd | Dr. Emmett L. Brown                 |
| Lea Thompson      | Lorraine Baines McFly, Maggie McFly |
| Mary Steenburgen  | Clara Claytonová                    |